# Marc Schützenhofer
 Marc Schützenhofer  (* 24. September 1975 in Mutlangen, Baden-Württemberg) ist ein österreichischer Schauspieler.

## Leben
Nachdem er in Deutschland geboren wurde  und zur Schule gegangen war, kehrte die Familie 1991 in die Heimat des Vaters nach Österreich zurück. Marc Schützenhofer kam durch die Mitwirkung in einer Amateurschauspieltruppe in der Nähe von Wien zum Theater und studierte von 2000 bis 2003 an der Theaterwerkstatt Charlottenburg. Nach Rollen an verschiedenen Theatern Deutschlands (unter anderem am  Deutschen Theater Berlin) und kleineren Rollen in Film und Fernsehen, wurde er im Jahr 2004 als Schauspieler an die  Landesbühnen Sachsen engagiert.
Auf der Felsenbühne Rathen trat er 2007 die Nachfolge von Jean-Marc Birkholz als Apatschenhäuptling Winnetou an. Zuvor spielte er in „Winnetou I“ die Rolle des Banditen Clay. Seit 2013 ist Marc Schützenhofer am Gerhart-Hauptmann-Theater Görlitz-Zittau engagiert.

## Theater (Auszug)
1. Winnetou in Der Schatz im Silbersee von Olaf Hörbe nach Karl May, Regie: Olaf Hörbe
2. Droll / Philostrat in Ein Sommernachtstraum von William Shakespeare, Regie: Arne Retzlaff
3. Peter Munk in Das kalte Herz von Karla Kochta nach Wilhelm Hauff, Regie: Jost-Ingolf Kittel
4. Ragnar Brovik in Baumeister Solness, Schauspiel von Henrik Ibsen, Regie: Arne Retzlaff
5. Ronnie Worthington in Außer Kontrolle, Komödie von Ray Cooney, Regie: Jost-Ingolf Kittel
6. Darsteller im Theatersport, Improvisationsspielshow aus Kanada
7. Tambourmajor in Woyzeck von Georg Büchner, Regie: Jost-Ingolf Kittel
8. Antipholos von Syrakus in Die Komödie der Irrungen von William Shakespeare, Regie: Arne Retzlaff
9. Venticello 2 in Amadeus, Schauspiel von Peter Shaffer, Regie: Arne Retzlaff
10. Wuschel in Sonnenallee, Theaterstück mit Live-Musik nach dem gleichnamigen Film von Leander Haußmann und Thomas Brussig, Regie: Arne Ratzlaff
11. Ruprecht in Der zerbrochne Krug von Heinrich von Kleist, Regie: Alexander Stillmark
12. Axel in Alles blau von Tim Staffel, Regie: Steffen Pietsch
13. Tellheim in Minna von Barnhelm von G. E. Lessing, Regie: Michael Jurgons
14. Erster Jude in Salome von Oscar Wilde, Regie: Jürgen Kruse
15. Karasek in "Karasek – Ein Schurke und Held", Uraufführung von Axel Stöcker, Regie: Dorotty Szalma

## Filmografie (Auswahl)
1. 2007 „Blutsbrüder in Sachsen“, Sachsenspiegel-Reportage zur Entstehung von „Der Schatz im Silbersee“ auf der Felsenbühne Rathen, Buch und Regie: René Römer
2. 2001 Pressefotograf in „Sass“, Regie: Carlo Rola